# الطريق الأوروبي E75
الطريق الأوروبي E75 هو طريق من شبكة الطرق الأوروبية الدولية. يبدأ في النرويج على بحر بارنتس ويمتد جنوبًا عبر فنلندا وبولندا وجمهورية التشيك وسلوفاكيا والمجر وصربيا ومقدونيا الشمالية واليونان.